# Zhenwei Wang
 (avril 2022).
Zhenwei Wang, né le 20 octobre 1995 à Handan, Chine est un acteur chinois. Il a tenu le rôle de Cheng dans le film Karaté Kid en 2010.

## Biographie

### Enfance
Zhenwei Wang est le plus jeune fils de ChaoGuo Wang. Sa famille était originaire de Handan, en Chine, mais son père l'a emmené à Pékin pour lui permettre de recevoir une meilleure éducation. À l'âge de quatre ans et demi, son père l'envoya au Shenshahai à Pékin, l'école de sport amateur de Shichahai, car selon son père il était "faible et maladif". Il était très concentré pendant les exercices et malgré son jeune âge, il ne se plaignait pas d'être fatigué, même après des heures de pratique[réf. nécessaire].

## Carrière
Après des années de travail acharné et d'efforts, Zhenwei Wang a gagné les éloges de l'industrie du Wushu grâce à sa détermination et à sa solide base d'arts martiaux. Zhenwei a reçu de nombreux prix lors de compétitions nationales dès son plus jeune âge. Il a reçu deux médailles d'or au concours des jeunes de Beijing Wushu. Après s'être entraîné dans une école de sport à Shenshahai pendant trois ans et demi, son père l'envoie au gymnase de Haidian où commence à étudier les plans de routine nationaux du Wushu.
Deux ans plus tard, alors qu'il avait 10 ans, il est arrivé premier, sur cinquante-sept concurrents, lorsque l'équipe nationale de Wushu était à la recherche de nouveaux membres, et il est entré dans le succès national de Wushu B-Team.
À l'âge de quatorze ans, en 2010, il passe une audition pour Karate Kid, où il se voit confier le rôle de Cheng dans ce film qui connaît un grand succès pour tous, il était à l'école de Jet Li.

## Filmographie
- 2010 : Karaté Kid : Cheng[5]